# Ambassade d'Allemagne en France
Ne doit pas être confondu avec Ambassade de la République démocratique allemande en France.
L'ambassade d'Allemagne en France est la représentation diplomatique de la République fédérale d'Allemagne en République française.  Elle est située à Paris et son ambassadeur est, depuis 2023, Stephan Steinlein.

## Ambassade
L'ambassade est située aux 13-15, avenue Franklin-D.-Roosevelt dans le quartier des Champs-Élysées du 8e arrondissement de Paris, face au Palais de la découverte (elle est donc établie au sein du prestigieux « petit triangle d'or »). Son édifice, conçu par des architectes allemands et français et construit entre 1961 et 1963, s'élève sur un terrain acquis par la République fédérale d’Allemagne dès 1952. Depuis la réunification, les bâtiments de l'ancienne ambassade de RDA sont occupés par certains services.
D'importants travaux de rénovation y sont en cours à partir d'août 2015, pendant lesquels le personnel est installé dans la chancellerie provisoire de l’ambassade, située au 24, rue Marbeau dans le 16e arrondissement (l'ancienne ambassade de la RDA). L'ambassade possède aussi les nos 26-28 de cette rue.
L'ancienne ambassade située autrefois à l'hôtel Beauharnais no 78, rue de Lille dans le 7e arrondissement de Paris, sert désormais de résidence officielle à l'ambassadeur.
Le square de Berlin se trouve à proximité de l'ambassade.

## Ambassadeurs d'Allemagne en France
Depuis août 2023, l'ambassadeur d'Allemagne en France est Stephan Steinlein.

## Délégation auprès de l'UNESCO
La délégation de l'Allemagne auprès de l'UNESCO se trouve 9 rue Maspero (16e arrondissement).

## Galerie

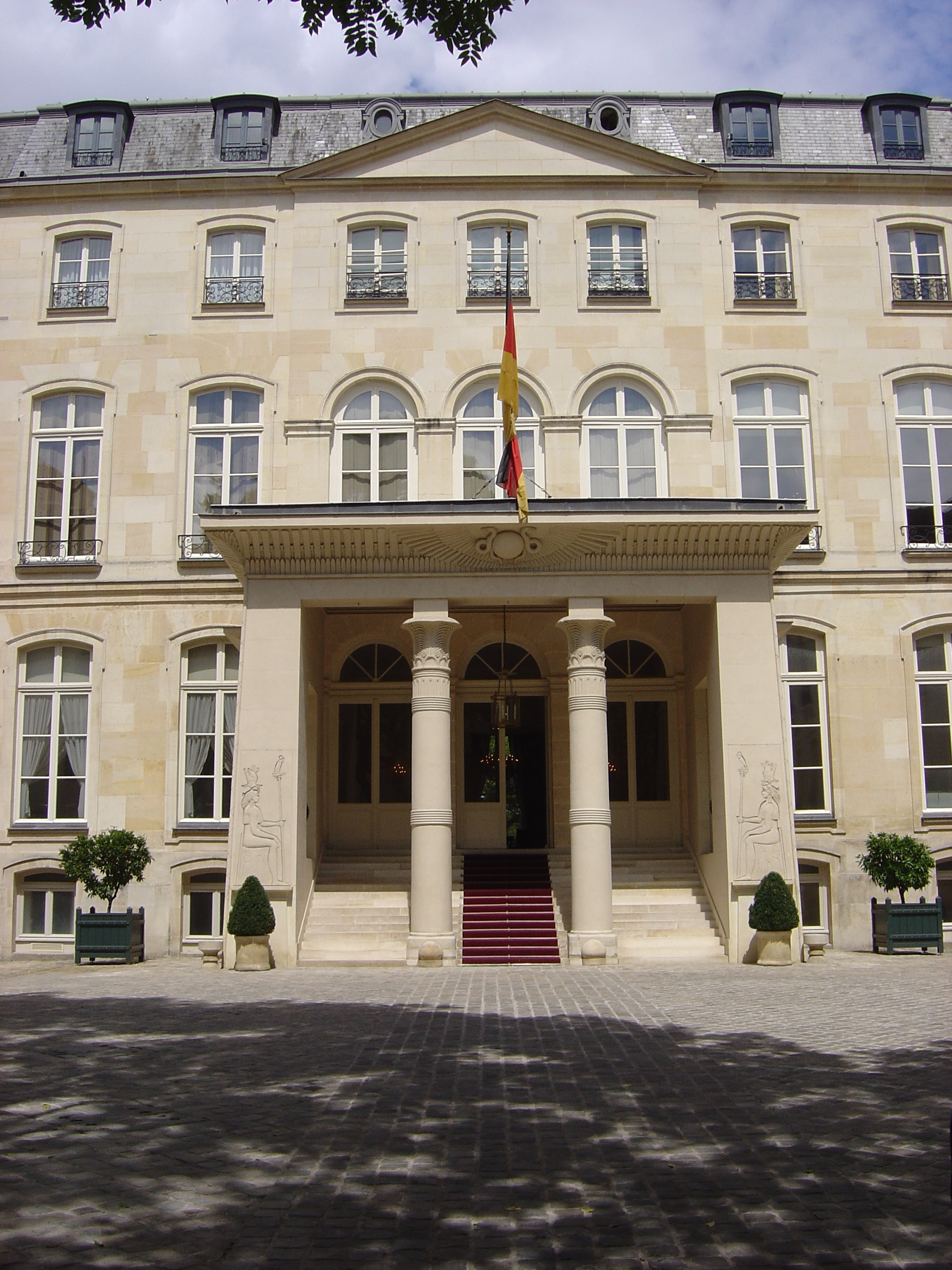
Hôtel Beauharnais - résidence de l'ambassadeur d'Allemagne en France (78, rue de Lille).
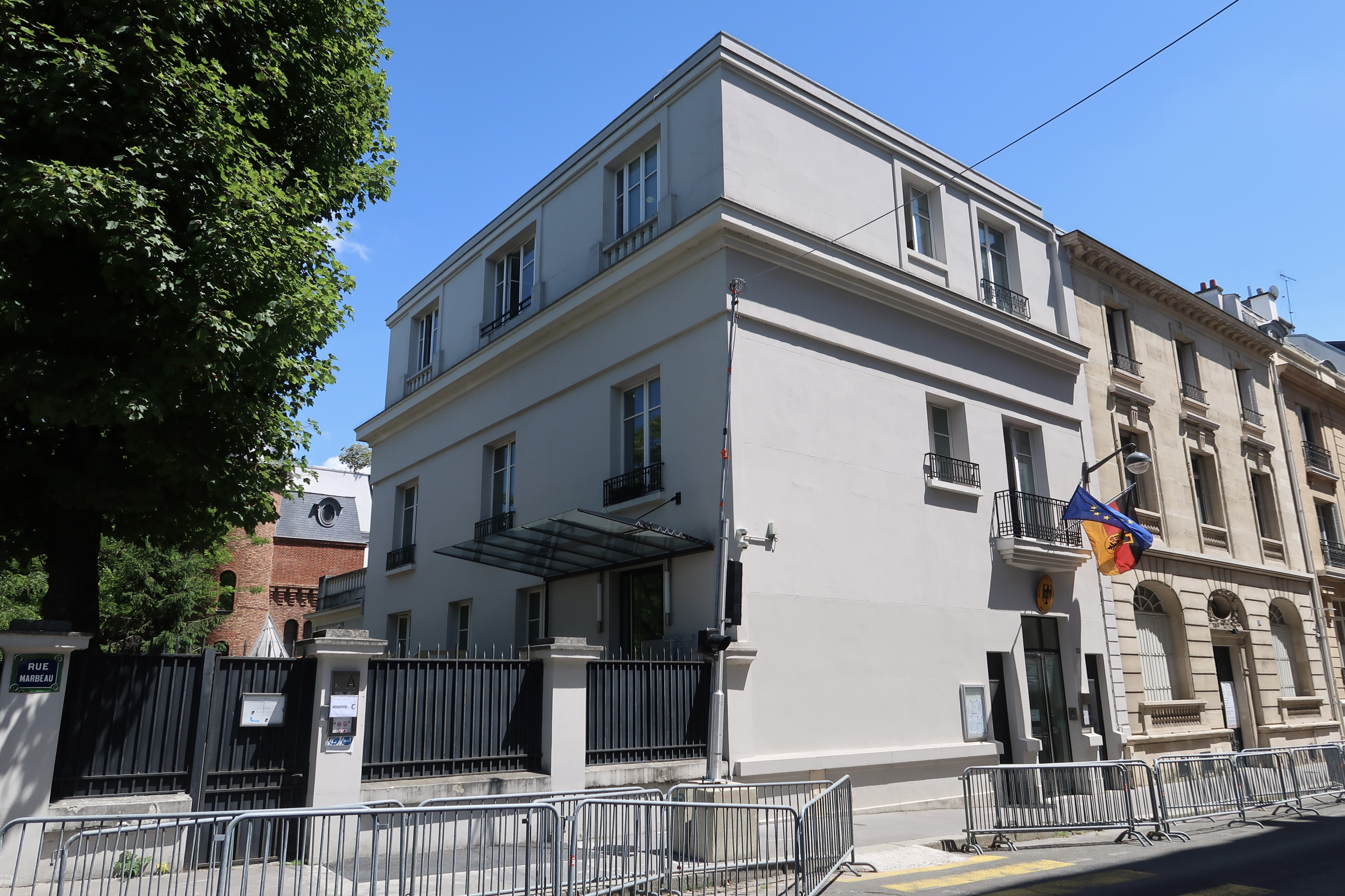
Consulat général d'Allemagne à Paris (26-28, rue Marbeau).
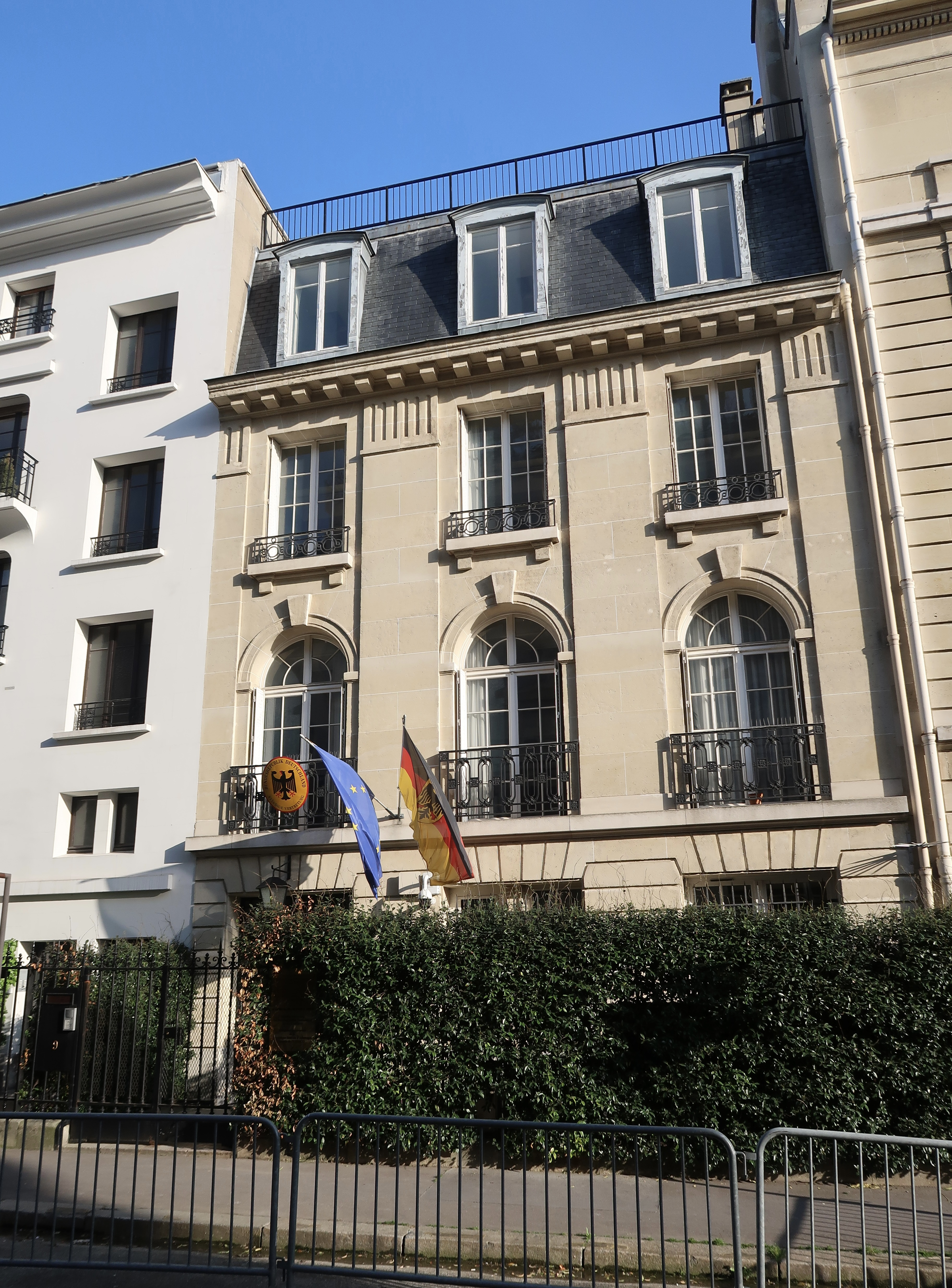
Délégation de l'Allemagne auprès de l'UNESCO et l'OCDE (9, rue Maspero).
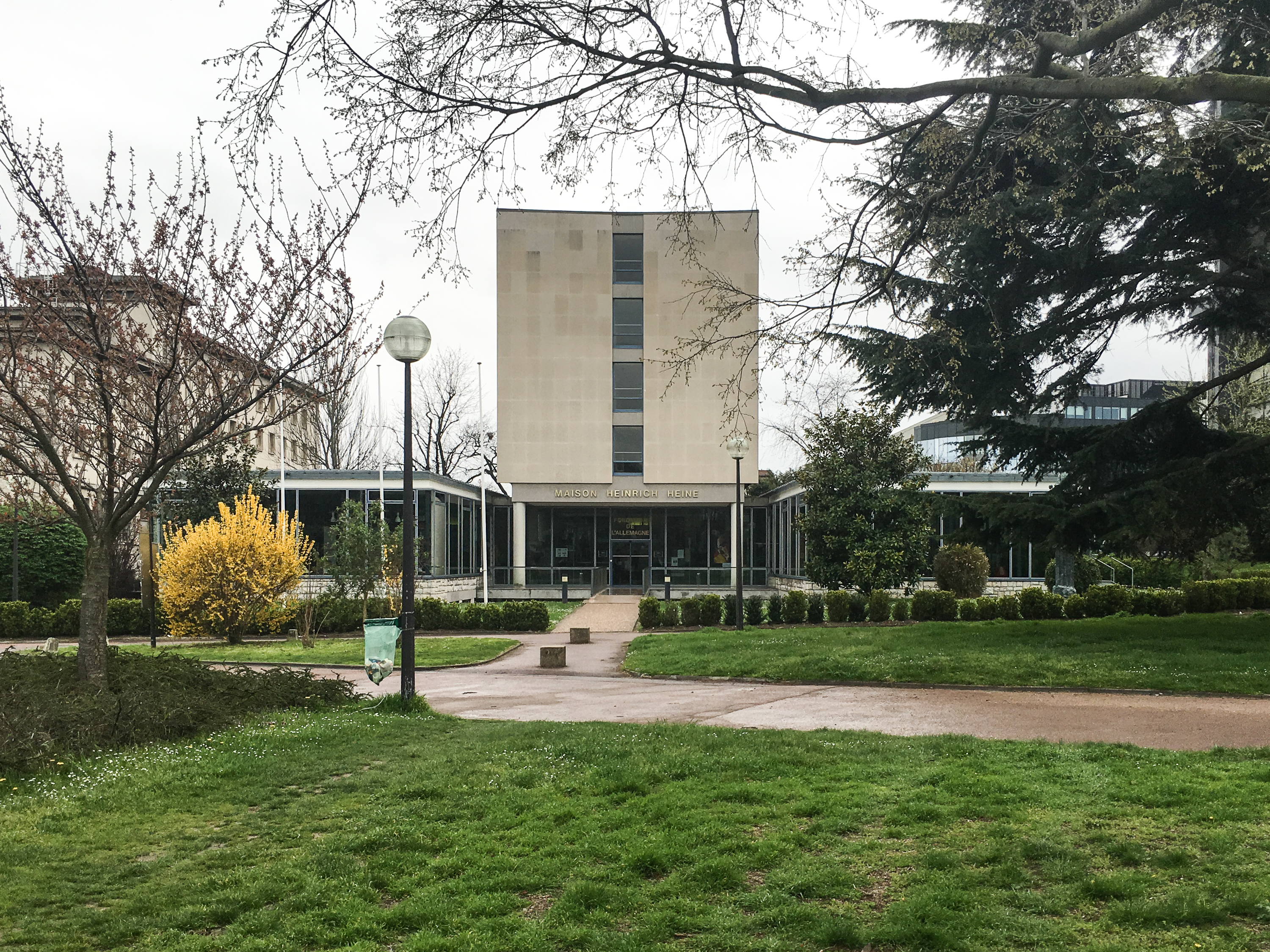
Fondation de l’Allemagne – Maison Heinrich Heine dans la Cité internationale universitaire de Paris.

## Controverse
En 2017 est révélé un scandale financier qui affecte l'ambassade. Plusieurs centaines de milliers d'euros en espèce auraient été distribués en interne au moyen d'une caisse noire, selon un système institutionnalisé à partir de 2007 par l'ambassadeur Peter Ammon.